# Scarlino
Scarlino ist eine Gemeinde mit 3744 Einwohnern (Stand 31. Dezember 2023) in der südlichen Toskana (Italien).

## Geografie

Lage von Scarlino in der Provinz Grosseto

Die Gemeinde erstreckt sich über rund 88 km². Sie liegt etwa 27 km nordwestlich der Provinzhauptstadt Grosseto, rund 100 km südwestlich der Regionalhauptstadt Florenz und 6 Kilometer vom Tyrrhenischen Meer entfernt. Rom liegt ca. 175 km südöstlich. Der Ort am Fluss Pecora ist Teil der Landschaft der Maremma.
Zu den Ortsteilen (frazioni) gehören Portiglioni (25 m, ca. 60 Einwohner), Puntone (4 m, ca. 350 Einwohner) und Scarlino Scalo (12 m, ca. 1250 Einwohner).
Nachbargemeinden sind Follonica, Gavorrano, Massa Marittima und Castiglione della Pescaia.

## Geschichte
Die Gegend um Scarlino war schon in römischer Zeit besiedelt. Ein Hafen namens Scabris Portus ist in der Nähe des heutigen Ortsteils Il Puntone dokumentiert. Das römische Leben spielte sich eher in der Ebene als auf den Hügeln ab. Die erste urkundliche Erwähnung des heutigen Kernorts stammt aus dem Jahr 973 und benennt den Feudalherren Lamberto di Ildebrando Aldobrandeschi. Die Befestigungsanlage mit Kastell (rocca), innerhalb derer der Ort wuchs, ist erstmals für das Jahr 1108 dokumentiert, als die Herrschaft der Aldobrandeschi mit dem Bischof von Roselle geteilt wurde.
Nach wechselnden Besitzverhältnissen fiel Scarlino 1278 an Pisa und teilte dann das Schicksal dieser Republik: 1406 Eroberung durch Florenz, 1569 Eingliederung ins Großherzogtum Toskana, ab 1737 Habsburgisch und ab 1860 zum italienischen Nationalstaat gehörig. Einige Großgrundbesitzer und Kaufmannsfamilien Scarlinos hatten frühzeitig für die Republik votiert.
Im Zeitalter des Faschismus war der Widerstand des liberal eingestellten Besitzbürgertums heftig.
Seit dem 22. Mai 1960 ist Scarlino eine eigenständige Gemeinde (comune).

## Sehenswürdigkeiten und Tourismus

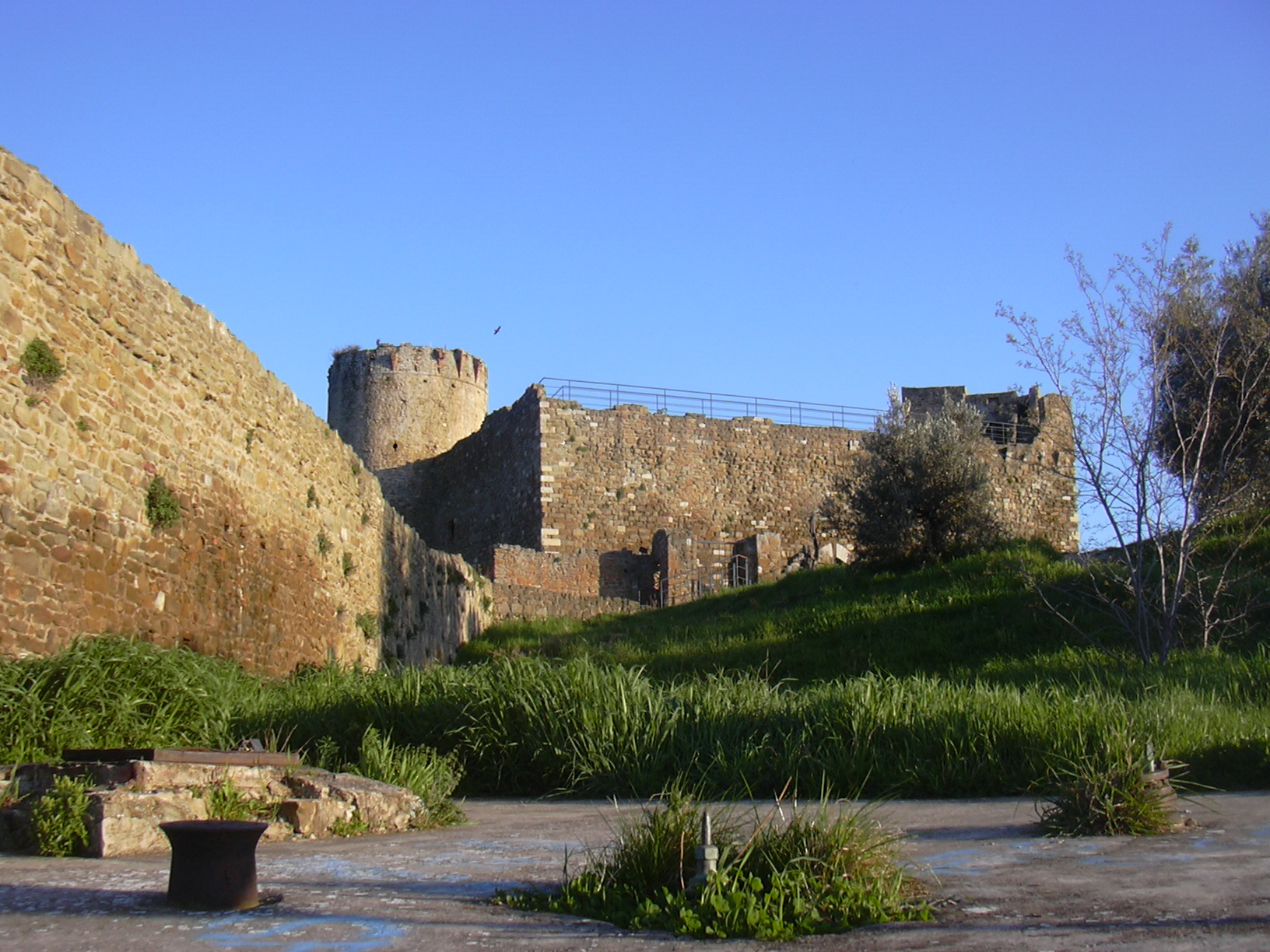
Kastell der Aldobrandeschi

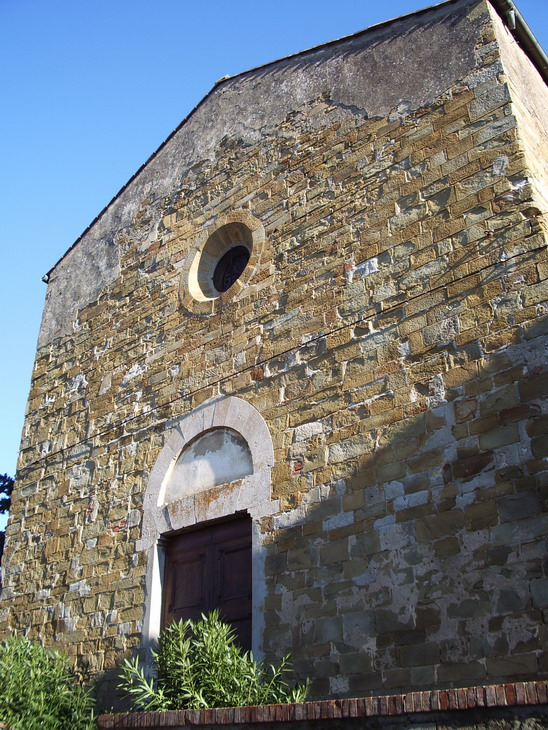
Die Fassade von San Donato

Der Kernort Scarlino hat sich den authentischen Charakter eines mittelalterlichen borgo bewahrt. Höchster Punkt ist das Kastell der Aldobrandeschi, von dem Wehrmauer, Palas und Ecktürme erhalten sind. Bei gutem Wetter bietet sich eine weite Rundsicht auf die Bucht von Follonica, die Insel Elba und dahinter Korsika.
Die zentrale Piazza des Ortes ist nach Giuseppe Garibaldi benannt, dem auch ein Denkmal gesetzt ist. Von dort verlaufen steile Gassen aufwärts zur Festung. Das Zentrum ist verkehrsberuhigt (Parkplatz unterhalb der Stadtmauer).
Der Ort wird von Tagesausflüglern frequentiert, doch mangels Unterkünften ist ein dauerhafter Verbleib nicht vorgesehen.
Der Küsten-Ortsteil Il Puntone mit Hafen und breiten Sandstränden hingegen ist bei Schwimmern, Surfern, Seglern und Tauchern beliebt.

## Kirchen
- Chiesa di San Donato, Hauptkirche mit Konvent im Ortskern. Wurde erstmals 1188 in einem Dokument von Papst Clemens III. erwähnt. Der Augustinerorden war 1308 Besitzer des Konvents und der Kirche. Restaurierungen erfuhr die Kirche 1677, 1716 und 1929. Im Inneren befindet sich das monumentale Grabmal von Vanni und Emmanuele Appiani, das dem Andrea Guardi zugeschrieben wird. Das wichtigste Gemälde ist das Volto Santo (Cristo in croce vestito tra San Rocco e San Gerolamo) aus dem 16. Jahrhundert.[3]
- Chiesa di San Martino, Kirche im Ortskern, die ab 1759 durch Domenico Mattei entstand. Enthält das Fresko Madonna col Bambino in gloria con san Michele arcangelo e sant'Andrea apostolo aus dem 16. Jahrhundert. Die Kirchenglocke stammt aus dem Jahr 1340.[3]
- Oratorio della Santa Croce, Oratorium im Ortskern aus dem 13. Jahrhundert, das durch die Familie der Pannocchieschi entstand. Das aus dem 14. Jahrhundert stammende Werk Crocifissione wird dem Nanni di Pietro, dem Bruder des Vecchietta, zugeschrieben und ist heute nur noch teilweise vorhanden.[3]
- Canonica di San Michele, heutige Kirchenruine nahe Scarlino Scalo. Entstand in der zweiten Hälfte des 12. Jahrhunderts.[3]
- Convento di Santa Maria a Monte di Muro, Konvent aus dem 14. Jahrhundert, der südwestlich des Hauptortes unter dem Berg Monte Muro liegt. Gehörte zunächst zu den Fratizellen und dann zur Observanzbewegung.[3]

## Verkehr
- Durch das Ortsgebiet führt die Via Aurelia und deren Neubau Strada Statale 1 Via Aurelia.
- Der Ort liegt mit dem Bahnhof Stazione di Scarlino (Scarlino Scalo, ca. 6 km nördlich des Hauptortes) an der Bahnstrecke Livorno–Grosseto.
- Bei Scarlino gibt es einen kleinen Flugplatz (Aviosuperficie Aliscarlino) für die Allgemeine Luftfahrt.

## Lokalfest
Jedes Jahr am 19. August finden seit 1970 die Carriere del 19 statt, ein Wettbewerb zwischen den drei Ortsbezirken (contrade) Donato, Rocca und Centro. Nach einem Festumzug und Auftritt von Fahnenschwingern müssen die Repräsentanten der drei Ortsteile in mittelalterlichen Kostümen eine historische Szene (Abwehr eines Korsarenangriffs auf die Festung) nachspielen. Den Sieger bestimmt eine Jury.
Ursprünglich war der 19. August ein Gedenktag zur Befreiung der Gemeinde von einer Cholera-Epidemie im Jahre 1855.

## Städtepartnerschaften
- Gerolzhofen in Deutschland

- Groß-Bieberau in Deutschland

- Lengau in Österreich